# Matija Marković
Mato - Matija Marković (Hrvatska Poljana - Beograd, 2003.), hrvatski pjevač i violinist iz Bosne i Hercegovine. Živio i radio u Srbiji.

## Životopis
Rodio se u Hrvatskoj Poljani. Svirao je violinu u narodnom orkestru Kulturnog centra u Srbiji. Kao pjevač, snimio je EP Stara Krčma 1970. (Šumadija) s Orkestrom Ferida Mujkića te singlicu Čekam na venčanje / Umreću, koliko te volim uz Narodni ansambl Miodraga Kneževića (Jugoton) 1973. godine.  Umro je u Beogradu 2003. godine.